# Ophisma morbillosa
Ophisma morbillosa là một loài bướm đêm trong họ Erebidae.